# Wilhelm (Mortain)
Wilhelm († nach 1140) war ein Normanne und Graf von Mortain und Earl of Cornwall aus dem Haus Conteville. Er war ein Sohn des Grafen Robert von Mortain und der Mathilde de Montgommery, sein Onkel war Wilhelm der Eroberer.
Wilhelm folgte seinem 1090 gestorbenen Vater in dessen normannischen und englischen Besitzungen nach. Er unterstützte 1101 die Thronbesteigung Heinrichs I. Beauclerc in der Hoffnung, von ihm die Grafschaft Kent zu erhalten, die einst seinem Onkel, Bischof Odo von Bayeux, gehört hatte. Der neue König wies dieses Ansinnen aber zurück und bot Wilhelm stattdessen eine Ehe mit der schottischen Prinzessin Maria an, die eine Schwester der englischen Königin Edith/Mathilde war. Wilhelm schlug dieses Angebot ab und zog in die Normandie an die Seite des mit dem König verfeindeten älteren Bruders, Herzog Robert Kurzhose, was ihm den Besitz von Cornwall kostete. Im Jahr 1106 griff Heinrich Beauclerc die Normandie an und belagerte dabei Wilhelms Burg Tinchebray. Bei dem Entsatzversuch Herzog Roberts kam es am 22. September zur Schlacht bei Tinchebray, in welcher der König von England siegte und der Herzog wie auch Wilhelm in dessen Gefangenschaft fielen.
Henry of Huntington berichtete, dass Wilhelm auf Befehl des Königs in aller Heimlichkeit geblendet wurde. Die im 15. Jahrhundert entstandenen Annalen des clunizianischen Klosters von Bermondsey berichten, dass Wilhelm im Jahr 1140 ihrer Klostergemeinschaft als Mönch beigetreten war. Möglicherweise war er von König Stephan, dem übrigens um 1113 von Heinrich I. Beauclerc die Grafschaft Mortain gegeben worden war, aus seiner Haft entlassen und an die Abtei empfohlen worden, zu welcher er gute Beziehungen pflegte.
Wilhelm hatte die Gründung der Abtei Blanche in Mortain durch Adeline unterstützt, der Schwester des heiligen Vitalis, dem Gründer der Abtei Savigny.
Siehe auch Rape (Sussex)

## Weblink
- Counts of Mortain bei fmg.ac (englisch)

| Vorgänger | Amt                        | Nachfolger         |
| --------- | -------------------------- | ------------------ |
| Robert    | Graf von Mortain 1090–1106 | herzogliche Domäne |
| Robert    | Earl of Cornwall 1090–1104 | königliche Domäne  |

| Personendaten    | Personendaten                      |
| ---------------- | ---------------------------------- |
| NAME             | Wilhelm                            |
| KURZBESCHREIBUNG | Graf von Mortain, Earl of Cornwall |
| GEBURTSDATUM     | 11. Jahrhundert                    |
| STERBEDATUM      | nach 1140                          |